# Lac Bécancour
Le Lac Bécancour, est un lac situé dans de la municipalité de Thetford Mines dans la région administrative de Chaudière-Appalaches. Il est la source de la rivière Bécancour, qui s'écoule dans la région administrative Centre-du-Québec et rejoint le fleuve Saint-Laurent.

## Géographie
Sa superficie est d'environ 0,973 km2, son altitude de 335 mètres et sa profondeur maximale est de 3,4 mètres.

## Toponymie
Le toponyme "lac Bécancour" a été officialisé le 5 décembre 1968 à la Commission de toponymie du Québec.